# クリスティーナ・グティエレス

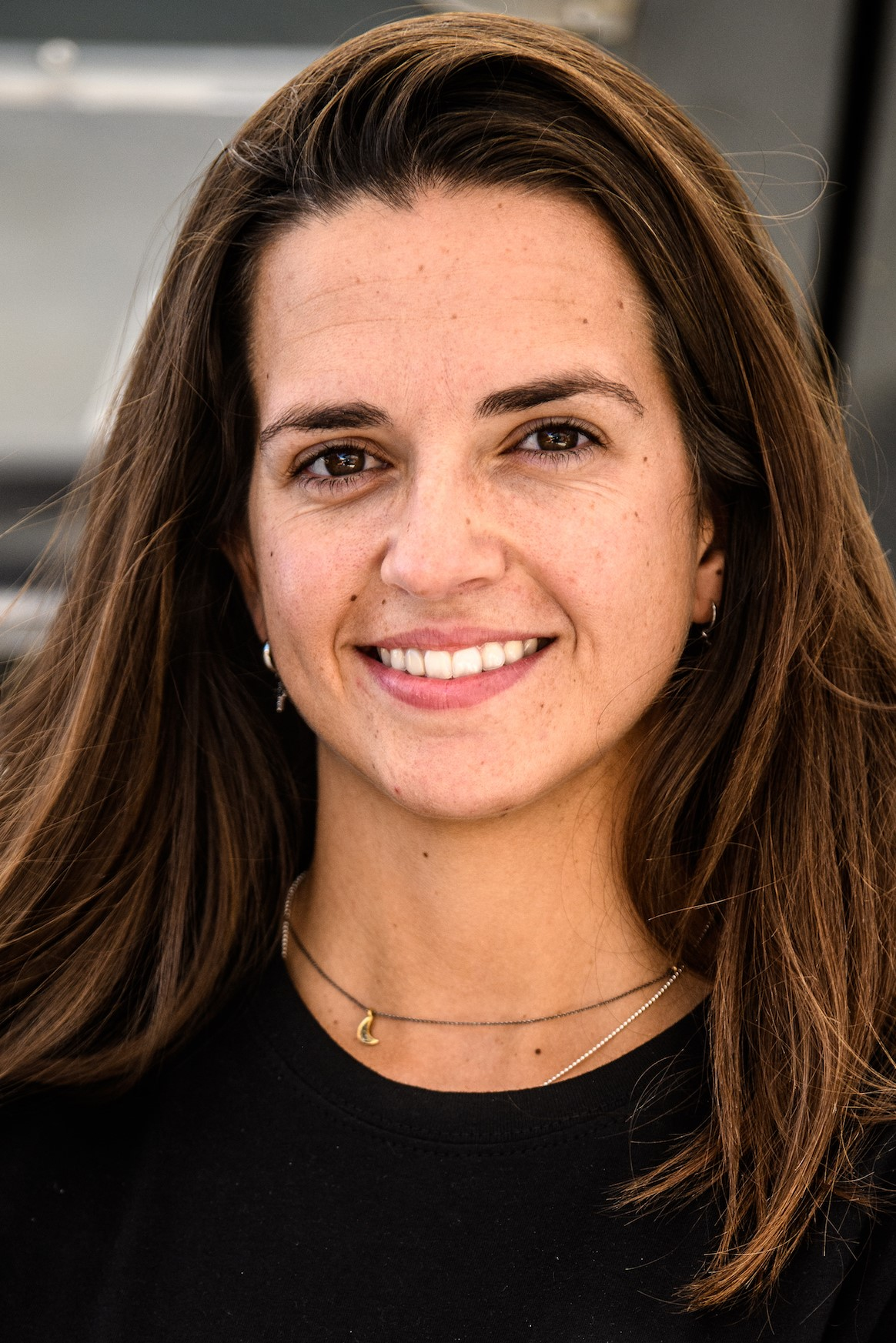
2020年

クリスティーナ・グティエレス・エレーロ（Cristina Gutiérrez Herrero 、1991年7月24日 - ）は、スペインのオフロードレーサー。本業は歯科医。

## 経歴

### ラリーレイド
2011年のスペイン全地形選手権で、デビュー戦で女性最上位フィニッシュを果たした。以降は全参戦イベントで女性1位を獲得し、2015年は男女含めてランキング2位となった。
2016年にクロスカントリーラリー・ワールドカップにデビュー。
2017年ダカール・ラリーに三菱・モンテロ（パジェロ）でデビュー。スペイン人女性として四輪で初めて完走を果たした。
2020年と2021年はスペイン三菱とフランスのソディカーズ・レーシングのタイアップにより、三菱・エクリプスクロスで参戦し、どちらも完走を果たす。
2021年からレッドブル・オフロード・ジュニアチームに加入し、オーバードライブ・レーシングの『OT3』をドライブしてT3（ライトウェイトビークル）部門に参戦。2005年のユタ・クラインシュミット以来となる女性によるステージ優勝を記録（女性としても史上2人目）。ラリー・アンダルシアで総合優勝してチームに初優勝をもたらした上、ワールドカップでタイトル（T3部門）を獲得した唯一の女性となった。
2022年にはスペイン人女性として初めて総合の表彰台を獲得した。
2023年はレッドブルとともにCan-Amファクトリーチームへ移籍。鉄砲水に巻き込まれるなどの不運があったが4位でフィニッシュ。終了時点でダカールでステージ3勝を挙げている。
2023年7月、エクストリームEでもチームメイトのセバスチャン・ローブとともに、2025年からダカールに復帰するダチアのワークスチームに加入することが決定した。
2024年ダカールでは新興MCE-5ディベロップメントのトーラスT3 MAXをドライブしてT3部門に参戦し、安定して上位を走行。2番手で迎えた最終ステージで首位の同僚ミッチェル・ガスリーJr.がメカニカルトラブルにより後退したため、大逆転でユタ・クラインシュミット以来、女性史上二人目となるダカール部門制覇を果たした。

### エクストリームE
シリーズ誕生の2021年に7度のF1王者ルイス・ハミルトンが率いるチームX44から、9度のWRC王者セバスチャン・ローブとコンビを組んで参戦。初年度は最終戦で初優勝しランキングは同率一位となるが、勝数の差でタイトルを逃した。
2022年はチリ戦で優勝し、ローブとともにシリーズチャンピオンに輝いた。